# Oranjewoud
Oranjewoud (Friesisch: It Oranjewâld) ist ein Dorf in der Gemeinde Heerenveen, Provinz Friesland (Niederlande), östlich vom Ort Heerenveen gelegen. Oranjewoud liegt im Westen des waldreichen Oranjewoud-Parks. In den 1990er Jahren wurde das Wohnviertel Oranjewoud-Noord gebaut.

## Geschichte

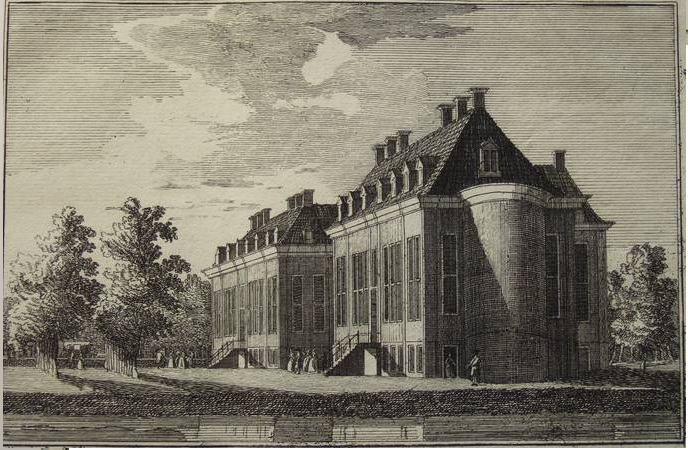
Palais Oranjewoud, Kupferstich von P. Fouquet Junior, etwa 1765.

Das Gebiet hieß Schoterwold, oder kurz 't Wold, bevor es von Prinzessin Albertine Agnes von Nassau gekauft wurde. Es war stark bewaldetes Gelände in der Grietenei Schoterland. Die Besiedlung datiert bis ins 11. Jahrhundert zurück.
Der Name Oranjewoud leitet sich vom Geschlecht der Oranier ab. Im Jahre 1676 kaufte die Prinzessin von Oranje Albertine Agnes von Oranien-Nassau, die Witwe von Fürst Wilhelm Friedrich von Nassau-Dietz, ein als Sickingastate bekanntes Gut sowie drei Bauernhöfe und gab dem Ganzen den Namen Oranjewoud (Oranienwald). Eine solche Sommerresidenz war damals durchaus in Mode. Sie ließ lange Alleen, Kanäle und Gärten im Stil des Barock nach französischem Vorbild anlegen. Nach dem Tod von Albertine Agnes erbte ihre Schwiegertochter Henriette Amalie von Anhalt-Dessau den Besitz. Der Architekt Daniel Marot, bekannt durch den Palast Het Loo, entwarf in ihrem Auftrag das Palais Oranjewoud in klassizistischem Stil mit Barockelementen. Zuerst wurden die beiden Seitenflügel gebaut, das mittlere Hauptgebäude entstand jedoch nie. Die Seitenflügel waren 15 Fensteröffnungen breit. 
Nach Henriette Amalies Tod 1726 erbte ihr Sohn Johann Wilhelm Friso den Besitz. Er erbte auch die Besitzungen des Hauses Oranien. Ihm folgte sein Sohn Wilhelm IV. (Oranien). Bis 1747 wohnte der Statthalter der Republik der Vereinigten Niederlande regelmäßig dort. Wilhelms Mutter Marie Luise von Hessen-Kassel war die letzte Bewohnerin des Palais. 1777 stattete noch Wilhelm V. von Oranien-Nassau dem Palais einen Besuch ab. 1803 und 1805 wurden die Seitenflügel abgerissen, 1813 wurde das Landgut verkauft. Außer dem Palais Oranjewoud kaufte das Haus Oranien in Oranjewoud noch ein kleines Schlösschen, die Carolineburg, das wahrscheinlich nach Karoline von Oranien-Nassau-Diez, der Tochter von Wilhelm IV. von Oranien benannt wurde. Carolineburg besaß Seitenflügel, eine Ringmauer und mehrere Portale. 1774 wurde es verkauft und abgerissen.

## Landgüter
Zu Beginn des 19. Jahrhunderts siedelten sich verschiedene vornehme Familien in Oranjewoud an. So ließ sich Hans Willem de Blocq van Scheltinga kurz nach 1834 auf dem Grundstück des abgerissenen Palais Oranjewoud ein neues Landhaus bauen, das er ebenfalls Oranjewoud nannte. Dieses neue Haus war nicht mehr im Besitz der königlichen Familie. Allerdings besuchten Mitglieder des Königshauses dieses Gut noch ab und zu, so zum Beispiel König Wilhelm I., Wilhelm III. oder Prinzessin Juliana. Aber auch Prinz Heinrich von Oranien-Nassau, Prinz Bernhard, Prinzessin (später Königin) Beatrix und ihr Gatte Prinz Claus waren hier zu Gast.
Schließlich wurde das Gut von den Erben an das Institut für Kooperation im Landbau (Instituut voor Landbouwcoöperatie) verkauft. Zurzeit ist es im Besitz der Friesland Bank. Auf dem ehemaligen Grundstück der Familie der Statthalter stand noch das Haus Oranjestein, eine Rentmeisterwohnung, das 1820 von Pieter Cats gekauft wurde, einem Rechtsanwalt aus Sneek. Cats ließ das Haus in neoklassizistischem Stil umbauen. 1856 baute Cats dann noch eine andere Villa mit Namen Kleine Jagdlust, ebenfalls auf dem ehemaligen Grundstück der königlichen Statthalter. Zurzeit wird nur noch Oranjestein bewohnt. Andere noch existierende Landgüter sind Oranjehoeve, Princenhof und Klemburg. Die Güter Ontwijk, Brouwershave, Veenzigt und Paauwenburg existieren nicht mehr.

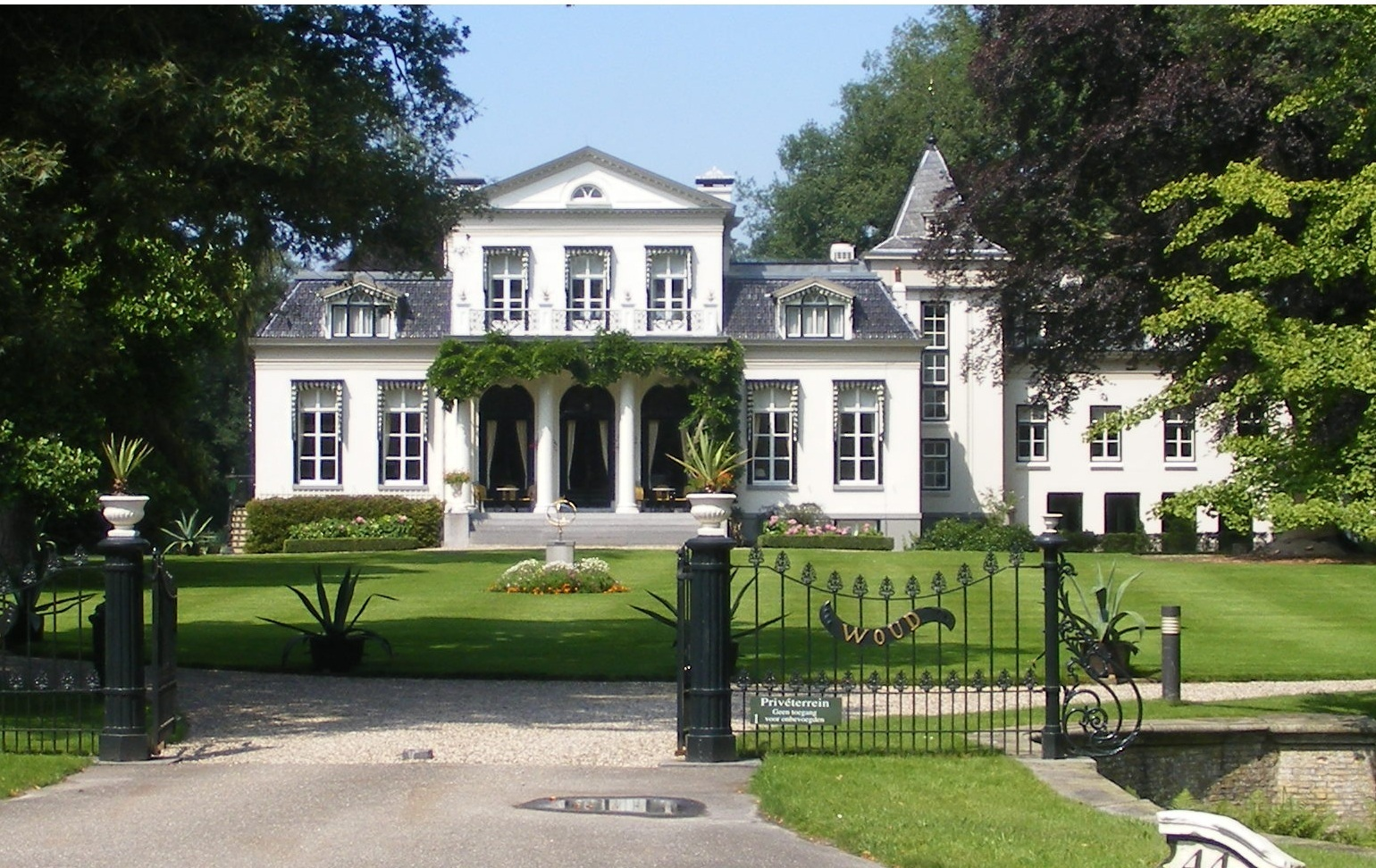
Landgut Oranjewoud
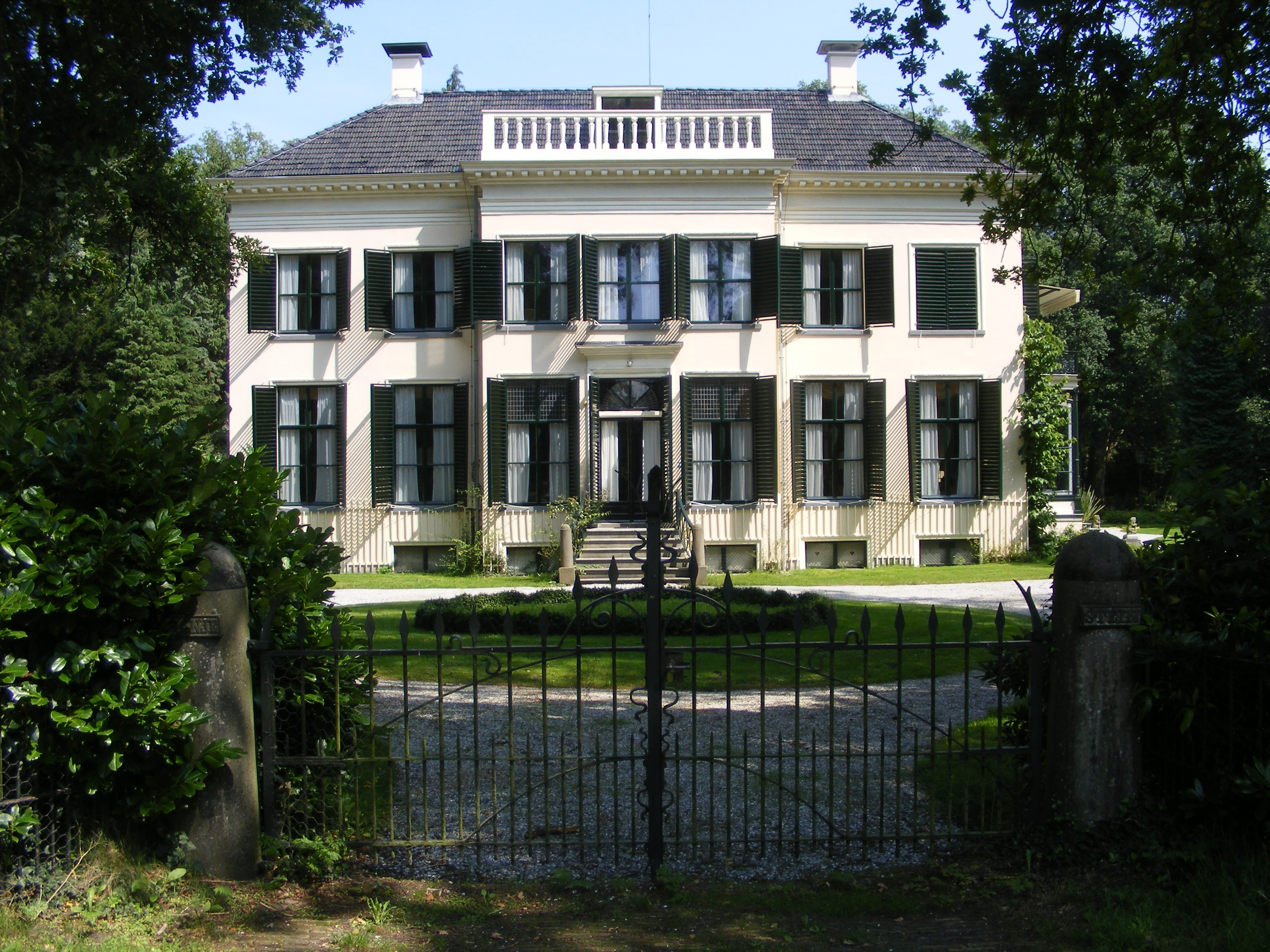
Oranjestein
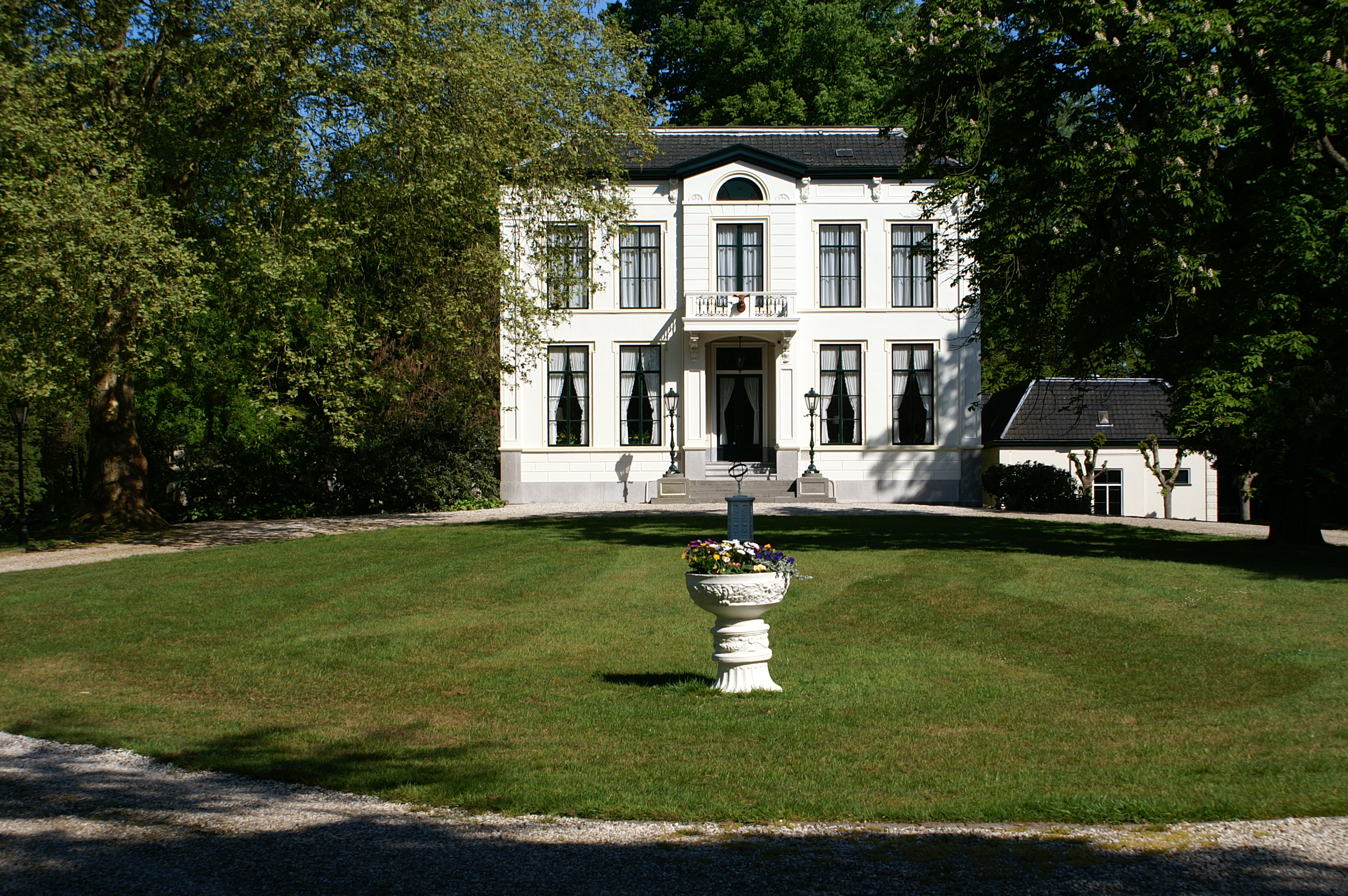
Kleine Jagdlust

## Sehenswürdigkeiten

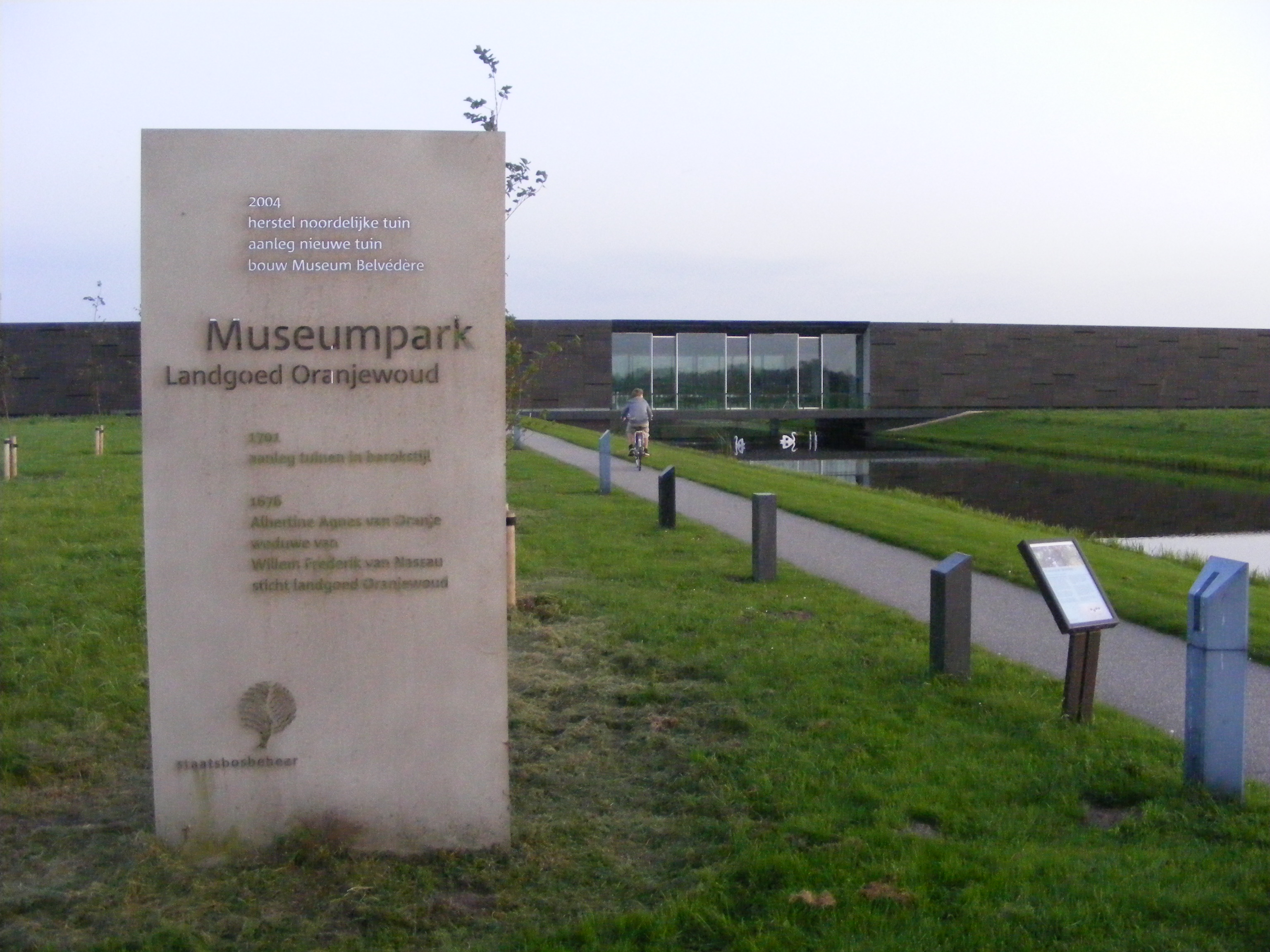
Museum Belvédère
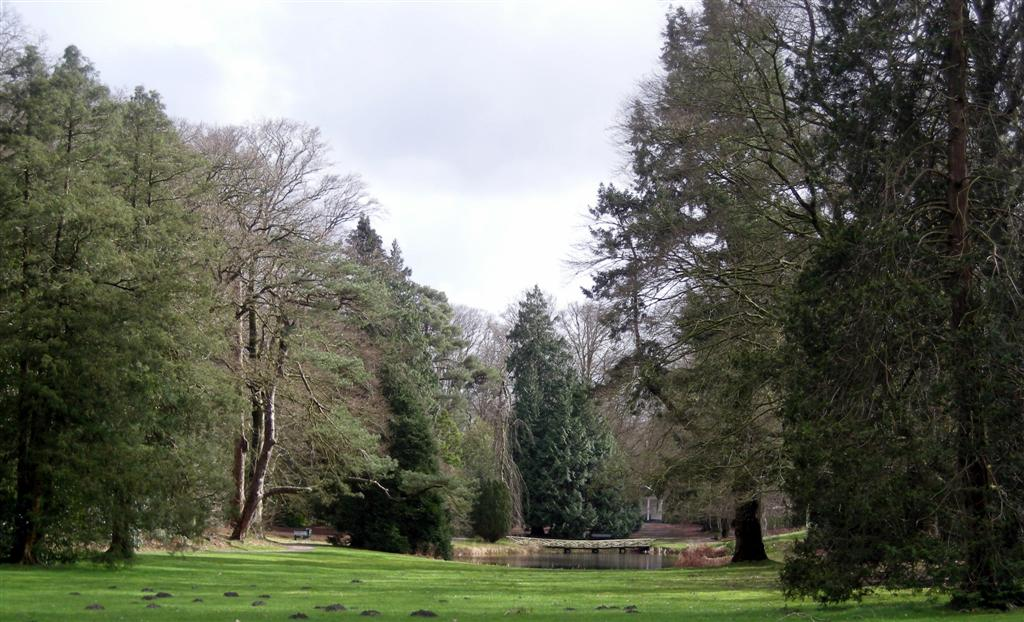
De Overtuin
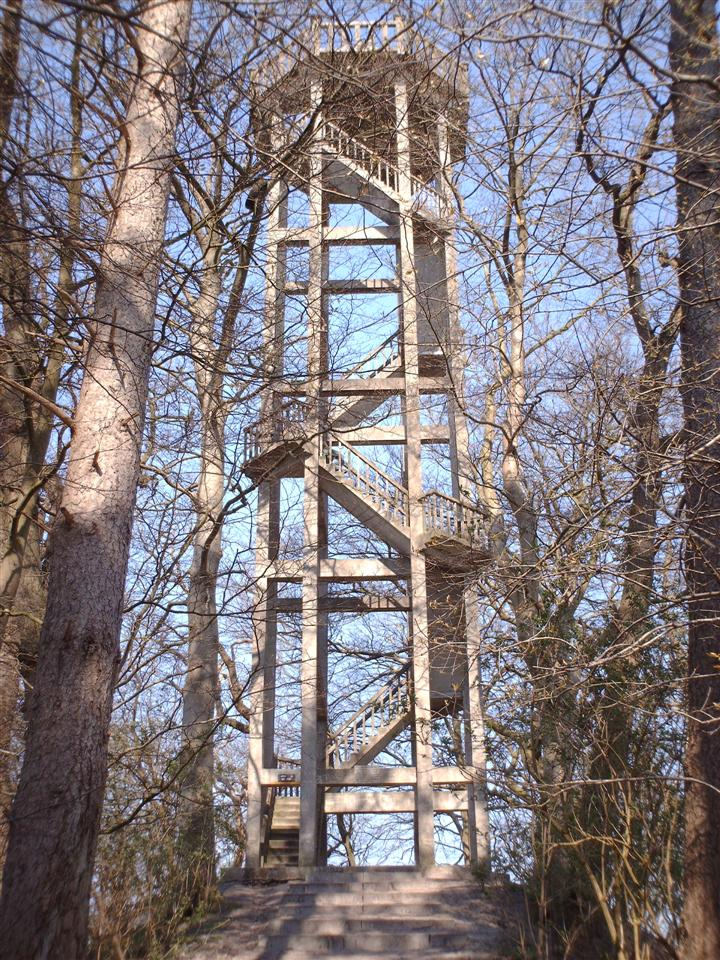
Belvédère (Aussichtsturm)

## Denkmäler
Ein großer Teil von Oranjewoud steht unter Denkmalschutz.
- Lijst van rijksmonumenten in Oranjewoud
- Lijst van gemeentelijke monumenten in Oranjewoud

## Kultur
- Seit Mai 2012 findet in Oranjewoud jährlich das Oranjewoud Festival statt. In den Landgütern, im Museum Belvedere und im Overtuin werden klassische Konzerte gegeben.

## Schulen
- Grundschule: Albertine Agnesschool.

## Bekannte Personen aus Oranjewoud
- Herzog Wilhelm Heinrich von Sachsen-Eisenach (1691–1741)
- Cissy van Marxveldt (= Setske de Haan, 1889–1948), Schriftstellerin für Kinderbücher
- Chris Fokma (1927), Bildhauer
- Henk Evers, (1939), Sportler
- Ype Dijkstra (1944), Bürgermeister